# Cork
Cork (in inglese) o Corcaigh (in irlandese) è una città della Repubblica d'Irlanda. Capoluogo amministrativo dell'omonima contea e centro storicamente più importante della provincia del Munster, è la seconda città più popolosa del Paese dopo la capitale Dublino, nonché la terza più popolosa dell'isola d'Irlanda dopo la capitale e Belfast.
Situata nell'estremità meridionale dell'isola, sulla foce del fiume Lee, è un porto marittimo di notevole importanza. Lo stesso fiume taglia in due la città e, nel suo centro storico, si dirama in due bracci che si ricongiungono poco oltre, creando una piccola isola su cui sorse anticamente il primo insediamento urbano. Data l'influenza culturale della città, Cork è talvolta chiamata La capitale del sud ed è anche stata capitale europea della cultura nel 2005.
Il suo motto è: "Statio Bene Fida Carinis" ("Un porto sicuro per le navi").

## Toponomastica

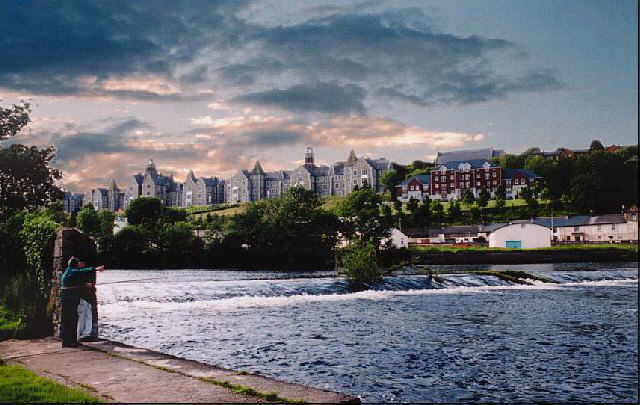
Fiume Lee. Il corso d'acqua scorre attraverso la città in due canali, formando un'isola al centro.

Il nome della città deriva dalla parola gaelica Corcaigh (pronuncia: Corki, con la i finale molto breve), che letteralmente significa "palude"; la città sorge infatti sulla foce del fiume Lee.
Il nome attuale, similmente a quasi tutte le altre città d'Irlanda, è dovuto alla trasposizione fonetica anglofona: durante la conquista inglese dell'Irlanda, i coloni, sentendo il nome delle città in gaelico, usavano trascriverne il nome come se fosse una parola inglese. Il fatto che la parola "cork" in inglese sia un termine di senso compiuto (significa "sughero") non è quindi da attribuirsi a una traduzione semantica.

## Storia
La città ha origini abbastanza antiche: la si menziona per la prima volta in documenti reali firmati da re Giovanni d'Inghilterra nel 1185, ma nacque come centro monastico fondato da San Finbar nel VI secolo. I secoli successivi furono segnati da continue scorribande di Vichinghi, che costarono alla città devastazioni e successive riedificazioni, sino alla definitiva costruzione di una cinta muraria di cui ancora oggi rimangono alcune sezioni e la porta principale.
Anche nella storia moderna Cork ha avuto un ruolo di rilievo. Michael Collins, patriota e politico irlandese, era originario di questa contea, che fu tra l'altro una roccaforte dell'IRA durante la Guerra d'indipendenza irlandese, nonché il nucleo di coloro che si opposero al Trattato Anglo-Irlandese durante la guerra civile del 1922.
Anche David Brandon (noto anche con il nome vero David Haughton e lo pseudonimo David Cain), attore, scrittore e regista teatrale irlandese, è originario di Cork.

## Monumenti e luoghi d'interesse

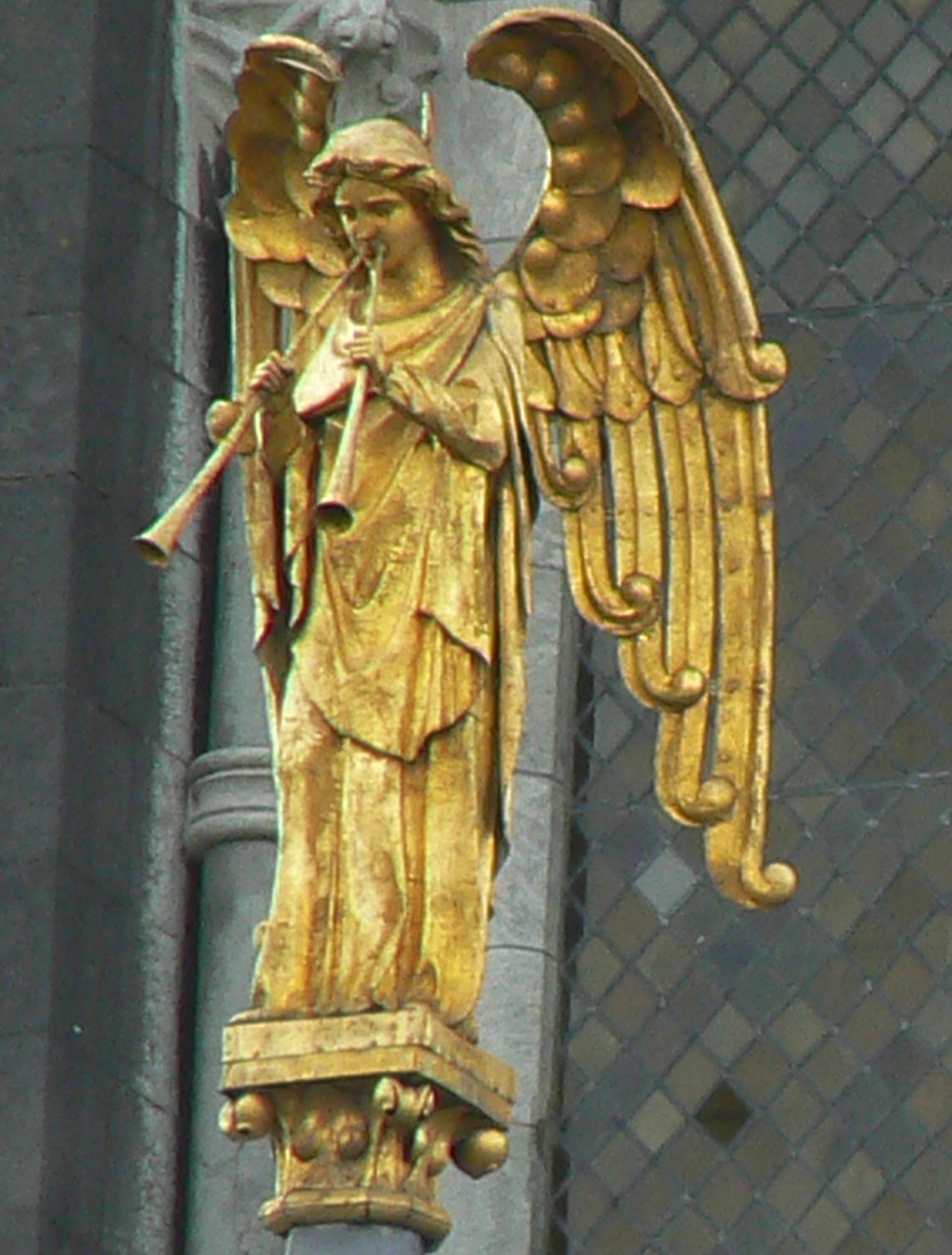
L'angelo della Resurrezione.

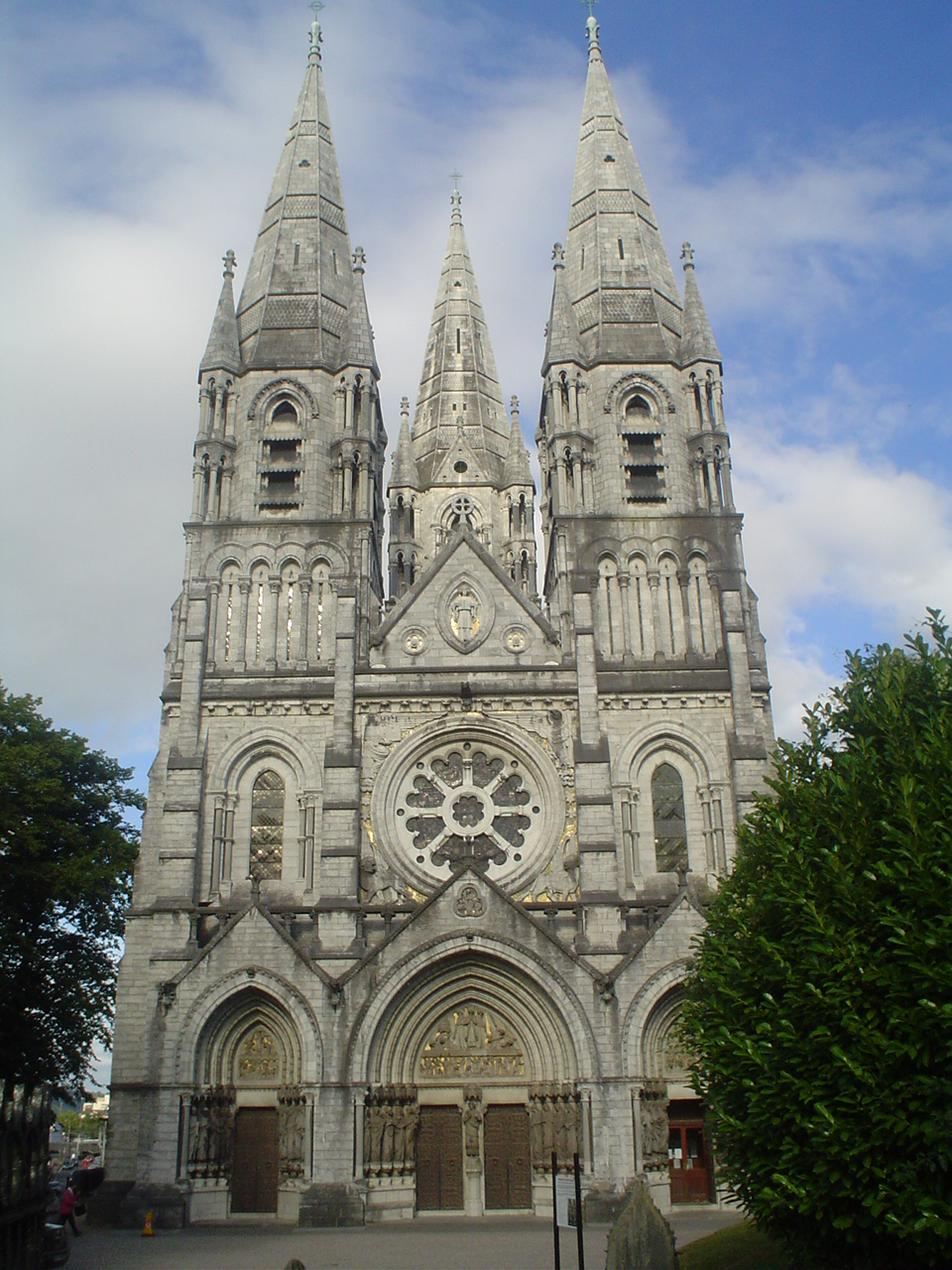
La Cattedrale di San Finbar, Church of Ireland vista di fronte.

A Cork ci sono due cattedrali: la Cathedral of St. Mary and St Anne e la St. Finbarre's Cathedral. La prima, cattolica, è stata costruita nel 1808. La seconda, anglicana, è la più celebre e imponente delle due ed è costruita sulle fondamenta di una precedente cattedrale: i lavori incominciarono nel 1862 e terminarono nel 1879 sotto la direzione dell'architetto William Burges, che la impreziosì al termine dei lavori con un angelo dorato (che tiene una tromba per mano) posto sul pinnacolo acquistato a proprie spese.
Una leggenda narra che questi unirà lo squillo delle proprie trombe a quello degli altri angeli che annunciano la fine del mondo. Nei primi anni del nuovo millennio, a quello stesso angelo furono sottratte le due trombe da alcuni ignoti (non è precisato se tre o quattro), il vescovo allora fece un pubblico appello chiedendo che venissero restituite. Qualche notte più tardi le trombe comparirono ma anche questo gesto restò anonimo. Per commemorare questo fatto, Anthony Ruby immortalò la scena dipingendo un quadro che ora è custodito nel salotto del vescovo.
L'assetto urbano è in genere molto gradevole e non ha assolutamente nulla da invidiare alle altre maggiori città dell'isola, Dublino, Belfast e Limerick. La St. Patrick street è stata più volte rimodellata fino al 2004 e ospita edifici interessanti, oltre a presentarsi come centro di shopping molto gradevole. Fu ricavata entro il 1850 colmando un ramo secco del fiume Lee, è la via principale della città, in passato destinata a funzioni commerciali, oggi popolare passeggio tra negozi, ristoranti e locali.
La zona commerciale è situata invece nella Grand Parade, anch'essa ottenuta coprendo un ramo fluviale canalizzato (1790-1801). Passa nei quartieri di formazione medioevale e la città moderna, conducendo in riva al braccio meridionale del Lee, con vista verso le guglie di St. Finbarr's (una delle strade principali) e in Oliver Plunkett Street. Il vecchio centro finanziario è il South Mall con numerose banche che al loro interno conservano l'assetto tipico del XIX secolo.
Molti degli edifici tutt'oggi visibili presenti a Cork sono in stile Georgiano, anche se quelli che competono in termini di record sono il Municipio o City Hall (uno degli edifici più alti d'Irlanda) e il vittoriano Mental Hospital (uno dei più lunghi).
L'edificio più famoso di Cork è senz'altro la torre campanaria di Shandon nella parte settentrionale della città: le facciate nord ed est sono in pietra arenaria rossa, mentre quelle sud e ovest nel materiale predominante della regione, calcare bianco. La torre dell'orologio è tradizionalmente chiamata The four-faced liar (letteralmente il bugiardo a quattro facce), perché ogni orologio è regolato su un orario differente dagli altri tre. La campana di Shandon può essere suonata a pagamento da chi ne faccia richiesta e poiché per farlo è necessario salire in cima alla torre, nel prezzo è compreso il rilascio di un attestato con l'evidente dicitura "Ho suonato la campana di Shandon".

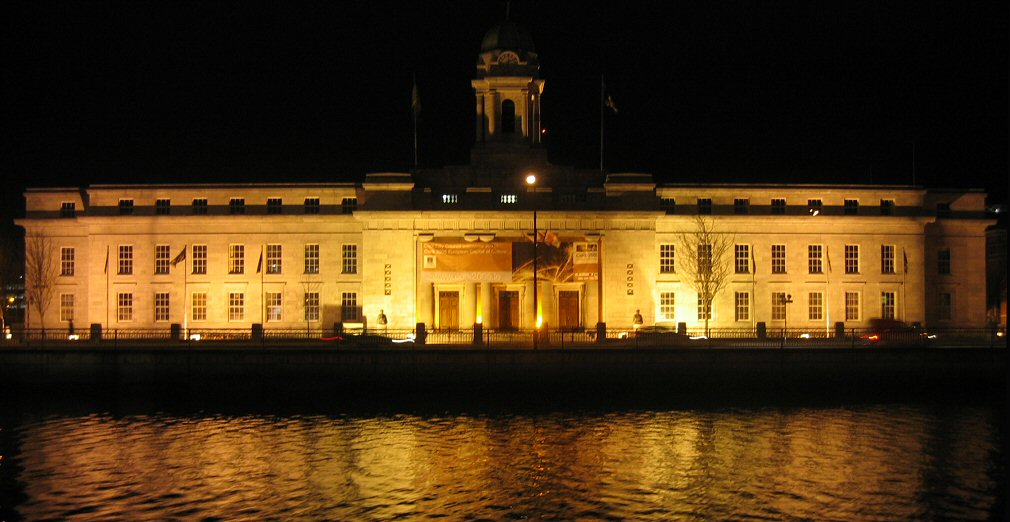
Il municipio di Cork affacciato sul fiume Lee in un'immagine notturna.

Un altro splendido esempio di architettura in calcare bianco è il City Hall citato poco sopra che rimpiazza il precedente edificio bruciato in una rappresaglia dai Black and Tans inglesi durante la guerra d'indipendenza del 1920/21. Il costo del nuovo edificio fu interamente a carico del governo britannico che negli anni trenta si preoccupò di riedificarlo per raffreddare le tensioni diplomatiche tra i due paesi.
Fitzgerald's Park, nella parte occidentale della città, merita una visita così come i campi dell'University College Cork, in cui scorre il fiume Lee.
L'English Market ("Mercato inglese"), accessibile dalla Grand Parade, da Patrick Street, Oliver Plunkett Street e Princes Street, è celebre per l'alta varietà di frutta, pesce, carne, spezie e cibi pregiati. Di questo luogo si hanno notizie certe dal 1610, anche se gli attuali edifici non sono più vecchi del 1786.
Sono presenti in città anche due aziende produttrici di birra: la Beamish e la Murphy's. È presente anche la Heineken Irlanda, che produce birra per tutta l'isola.

## Clima
| Cork                | Mesi | Mesi | Mesi | Mesi | Mesi | Mesi | Mesi | Mesi | Mesi | Mesi | Mesi | Mesi | Stagioni | Stagioni | Stagioni | Stagioni | Anno  |
| Cork                | Gen  | Feb  | Mar  | Apr  | Mag  | Giu  | Lug  | Ago  | Set  | Ott  | Nov  | Dic  | Inv      | Pri      | Est      | Aut      | Anno  |
| ------------------- | ---- | ---- | ---- | ---- | ---- | ---- | ---- | ---- | ---- | ---- | ---- | ---- | -------- | -------- | -------- | -------- | ----- |
| T. max. media (°C)  | 8,5  | 8,7  | 10,1 | 12,2 | 14,6 | 17,2 | 18,9 | 18,8 | 16,7 | 14,1 | 10,9 | 9,4  | 8,9      | 12,3     | 18,3     | 13,9     | 13,3  |
| T. min. media (°C)  | 3,8  | 3,7  | 4,4  | 5,6  | 7,7  | 10,3 | 12,0 | 12,0 | 10,6 | 8,7  | 5,7  | 4,6  | 4,0      | 5,9      | 11,4     | 8,3      | 7,4   |
| Precipitazioni (mm) | 119  | 93   | 83   | 59   | 73   | 59   | 63   | 83   | 97   | 106  | 101  | 119  | 331      | 215      | 205      | 304      | 1 055 |

## Cultura

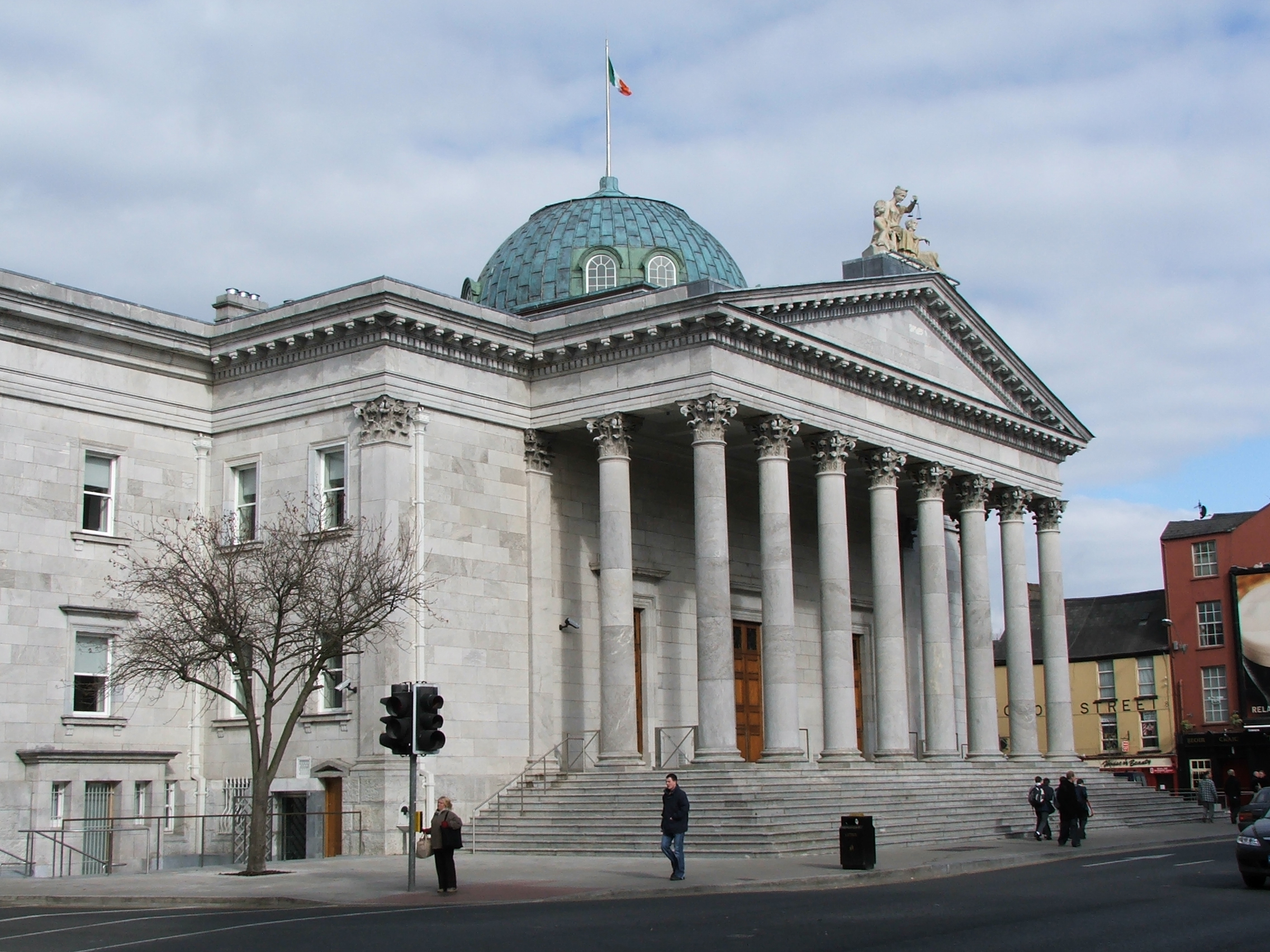
Il tribunale di Cork in Washington Street.

Nonostante la sua popolazione relativamente poco numerosa, la vita culturale di Cork è incredibilmente prolifica. Musica, teatro, danza e cinema giocano un ruolo molto importante.
La Cork School of Music e il Crawford College of Art & Design assicurano continue ventate di freschezza artistica, così come molte attività nei vari corsi dell'University College Cork (UCC). Degne di nota sono: Corcadorca Theatre Company, dove Cillian Murphy incominciò la sua carriera; Il Cork Film Festival, uno dei maggiori eventi di corti cinematografici; The Institute for Choreography and Dance, una risorsa nazionale contemporanea della danza; il Triskel Arts Centre e il Cork Jazz Festival.
Recenti aggiunte nelle infrastrutture artistiche sono la Cork Opera House e la Crawford Art Gallery. La nuova Lewis Glucksman Gallery aperta nell'autunno 2004 all'UCC. Moltissime anche le radio presenti in città: Radio 1, 2FM, Lyric FM, Radio na Gealtachta (tutte gestite da RTÉ), e Today FM, ma anche stazioni locali come 96FM, CUH FM e Red FM, nonché tentativi amatoriali tipo Galaxy FM e Freak FM.
Cork è stata eletta Capitale europea della cultura del 2005.

## Amministrazione

### Gemellaggi

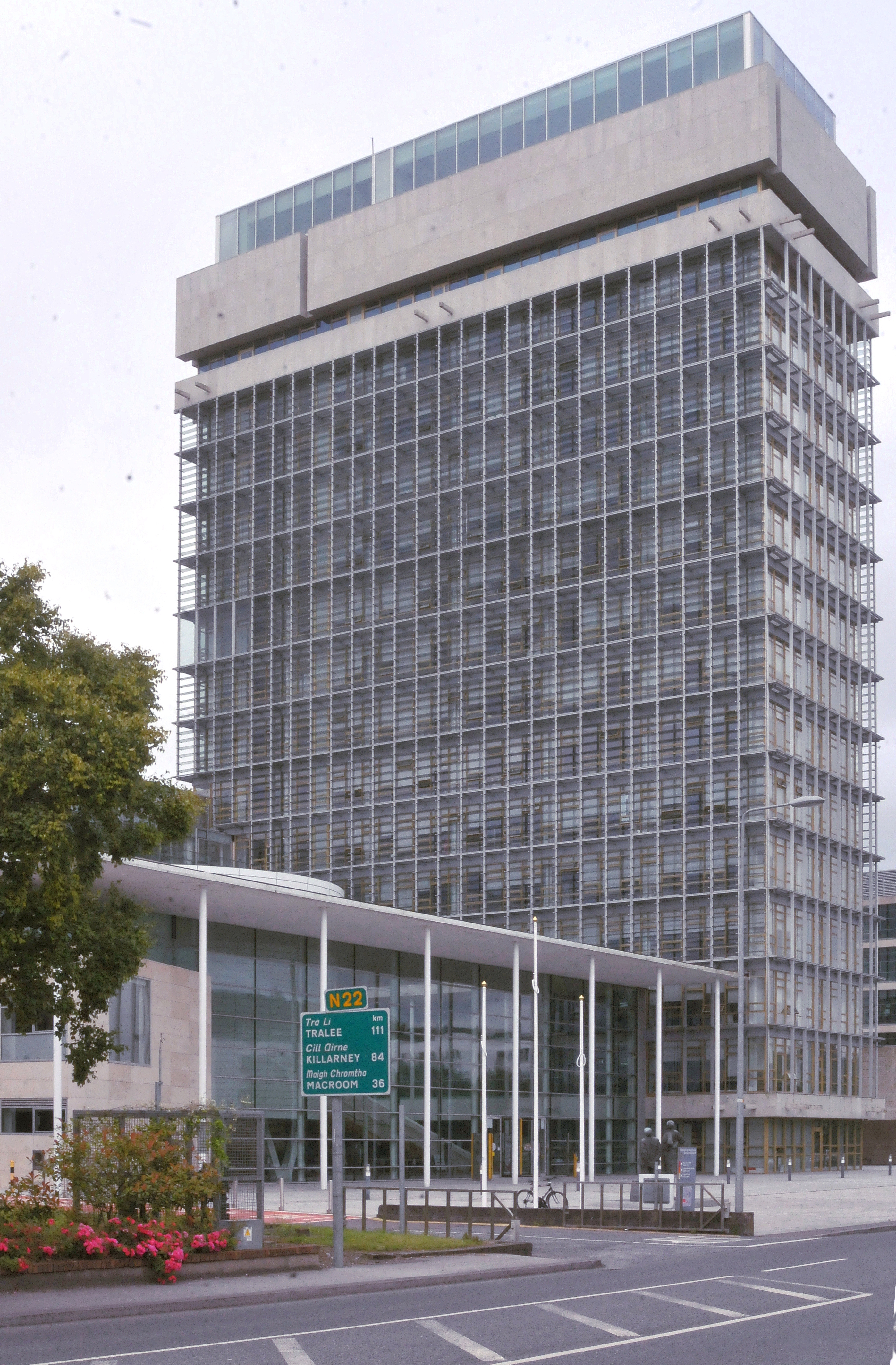
Grattacielo del County Council.

L'allora Cork City Council concluse il primo gemellaggio con Coventry (Inghilterra) nel 1969. Da allora, Cork ha instaurato contatti con molte altre città in ambito di cultura, educazione, turismo, scienza ed economia:
- Coventry, dal 1969
- Rennes, dal 1982
- San Francisco, dal 1984
- Colonia, dal 1988
- Swansea, dal 1994
- Shanghai, dal 2005

## Infrastrutture e trasporti

### Ferrovie

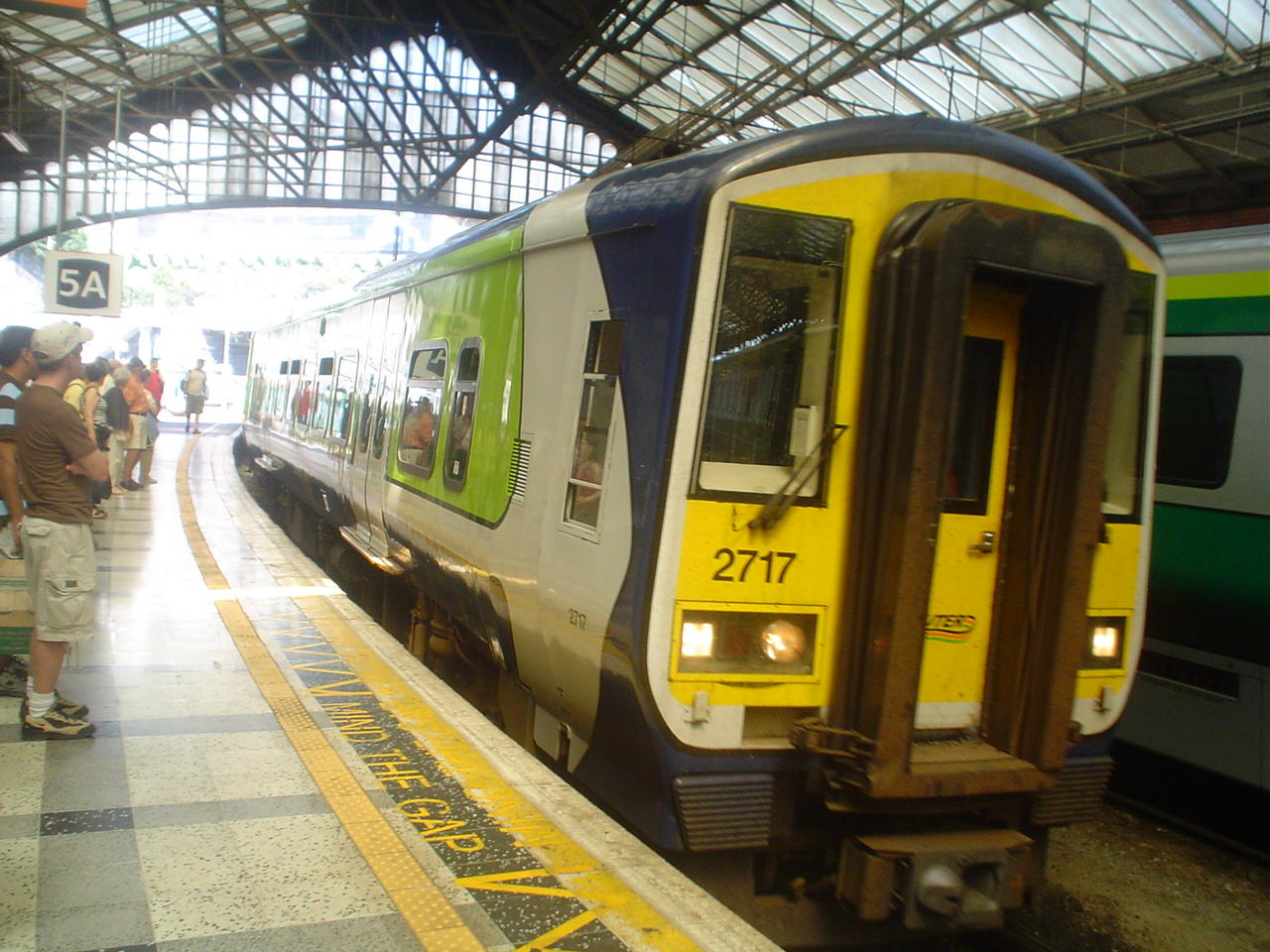
Un Binato IÉ serie 2700 in sosta presso la stazione di Cork Kent.

La città è servita dalla stazione di Cork Kent, scalo terminale della linea per Dublino. In origine questa linea terminava a Blackpool, ma con la costruzione del tunnel Glanmire giunse fino al centro cittadino e al porto. Dalla stazione di Cork si dirama la Cork-Midleton, un tempo attiva fino a Youghal, che, presso Glounthaune, ha una diramazione per Cobh.
Il servizio ferroviario suburbano di Cork, esercitato dalla Iarnród Éireann, utilizza le tre linee ferroviarie, permettendo di collegare Cork Kent alle stazioni di Mallow, di Midleton e di Cobh con un servizio cadenzato a frequenza oraria.
In passato Cork era servita da molte altre linee ferroviarie, come la Blackrock and Passage Railway, che collegava la città a Macroom e a Blarney, o la West Cork Railway, che portava alla zona occidentale della contea.
Tra il 1898 e il 1931, inoltre, fu presente una rete tranviaria urbana.

### Aerei
- Cork Airport

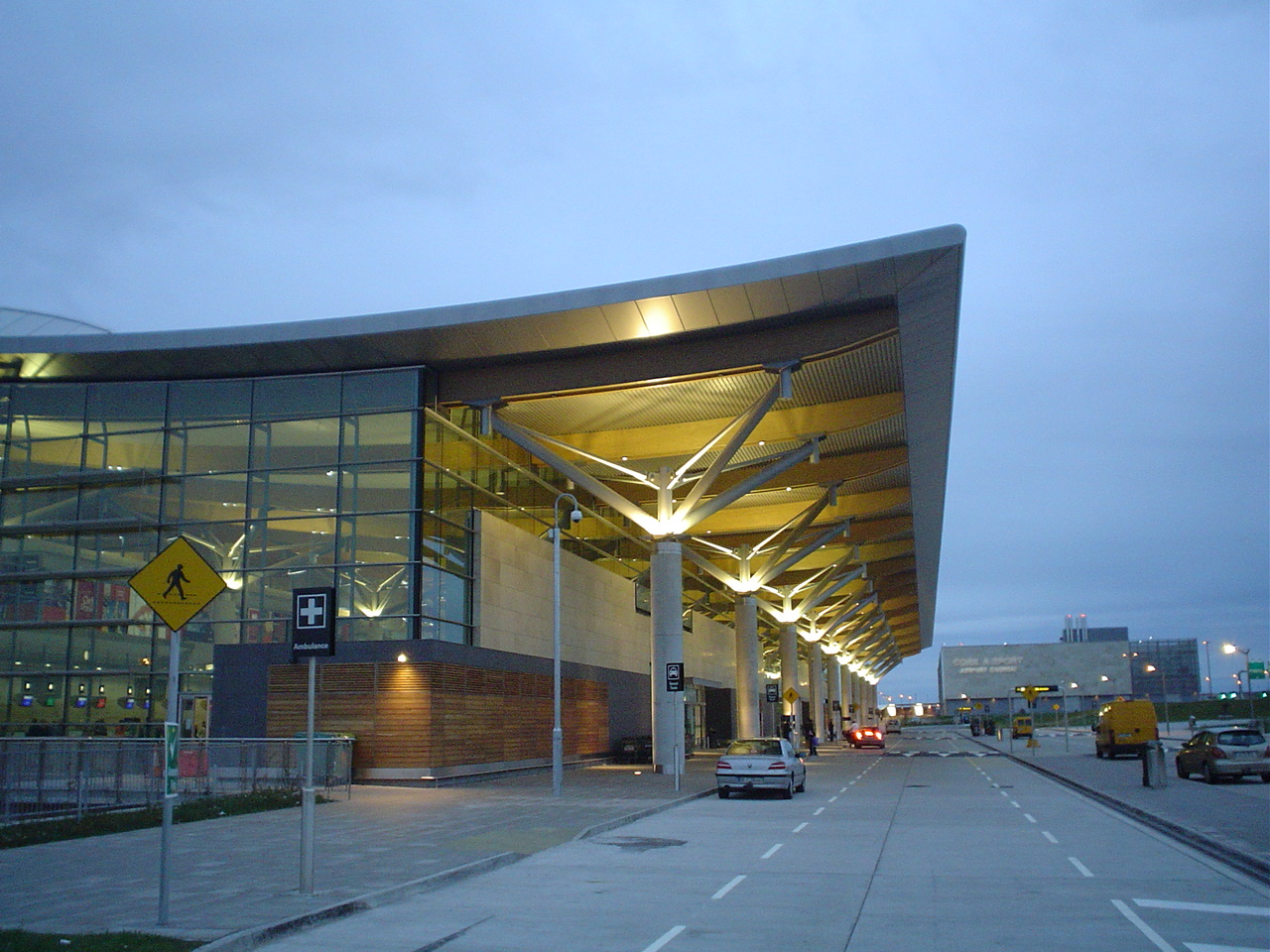
Aeroporto di Cork.

L'aeroporto di Cork, semplicemente Cork Airport, è uno dei principali in Irlanda, il più frequentato per i viaggi nel sud. Situato nell'area periferica meridionale della città, conosciuta come Ballygarvan, ospita più di 10 compagnie aeree che offrono voli per circa 50 destinazioni. La struttura è in crescita da anni, avendo raggiunto nel 2007 3,2 milioni di passeggeri e divenendo nettamente il terzo aeroporto della Repubblica d'Irlanda subito dopo Dublino e Shannon. È stato recentemente aperto un nuovo terminal capace di ospitare più di 3 milioni di persone all'anno ed è previsto un ulteriore allargamento per arrivare a una capienza di 5 milioni. Sebbene sia di vitale importanza per la città e la relativa contea, l'aeroporto di Cork ha subìto un blocco drastico per i voli transatlantici, assegnati soltanto a Shannon perché la pista d'atterraggio del primo è troppo corta. Il nuovo terminal di Cork ha creato anche notevoli controversie per un enorme debito creato di circa € 180 milioni.

### Strade
Cork è servita da queste strade principali:
- Cork-Dublino
- Cork-Limerick
- Cork-Waterford
- N22 Cork-Killarney (Tralee)
- N71 Cork-West Cork

## Sport

### Calcio
La squadra principale della città è il Cork City che nella sua storia ha vinto tre campionati e quattro coppe nazionali.